# Garcia II de Castella
Garcia II de Castella, dit l'Infant (1010 - Lleó, 1029) fou l'últim comte-sobirà de Castella (1017-1029).
Fill de Sanç I Garcia i de la seva muller, Urraca Salvadórez.
Va succeir el seu pare quan era tan sols un nen, l'any 1017. La regència durant la minoria d'edat del comte la van exercir diversos magnats castellans així com l'abadessa de Covarrubias, Donya Urraca de Castella, tia del jove comte, sota el protectorat de Sanç el Major de Navarra.
Fou assassinat el 15 de maig de 1029 quan sortia del palau reial lleonès pels germans Roderic i Énnec de la família Vela, on havia anat a conèixer a la seva promesa, la infanta Sança de Lleó, filla d'Alfons V.
Va heretar el comtat la seva germana Múnia I de Castella casada amb Sanç el Major de Navarra, que també serà nomenat comte de Castella a la mort de Garcia II i que instaurarà el títol de rei de Castella.